# モンティ (ローマ)

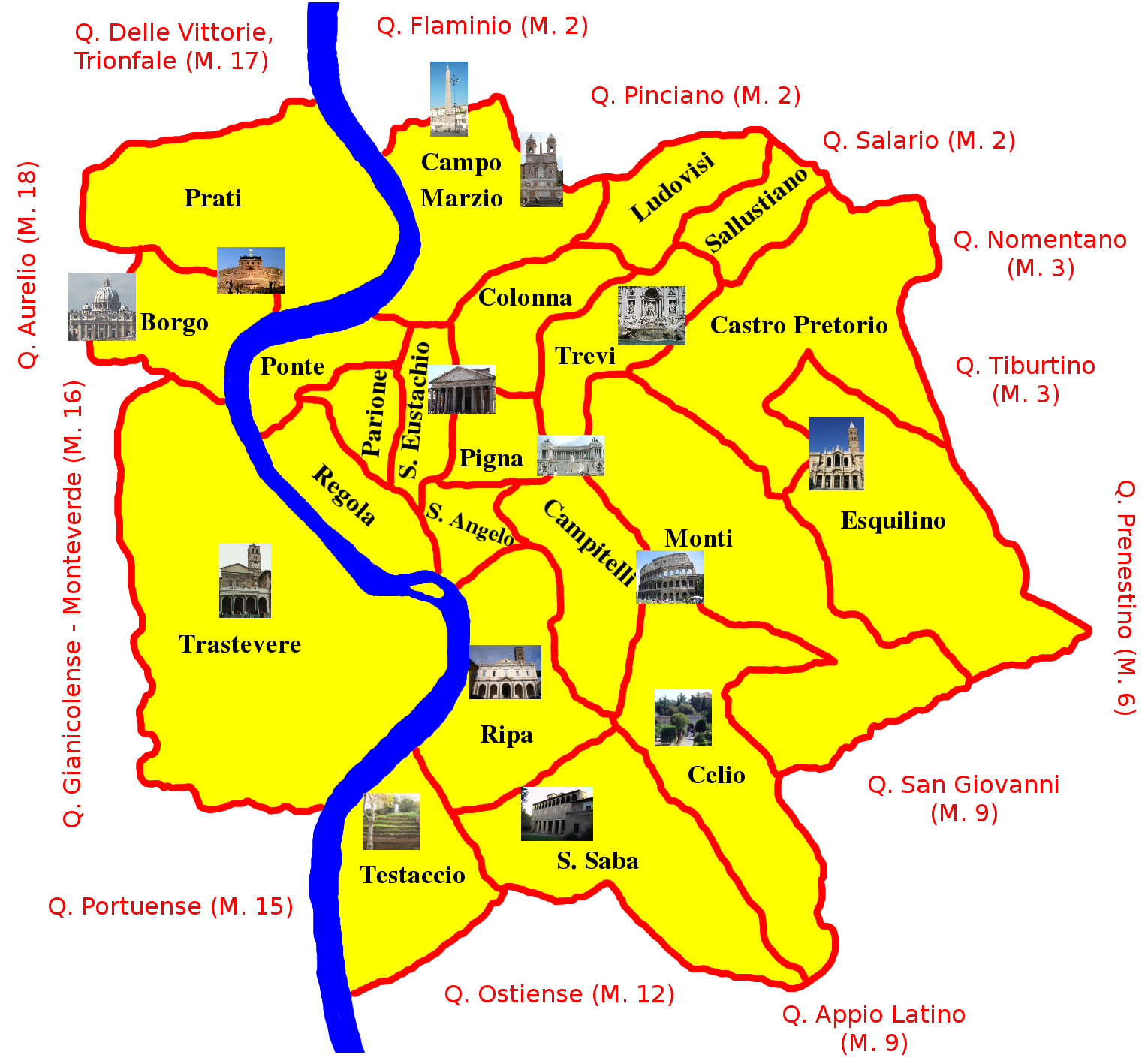
ローマの地図

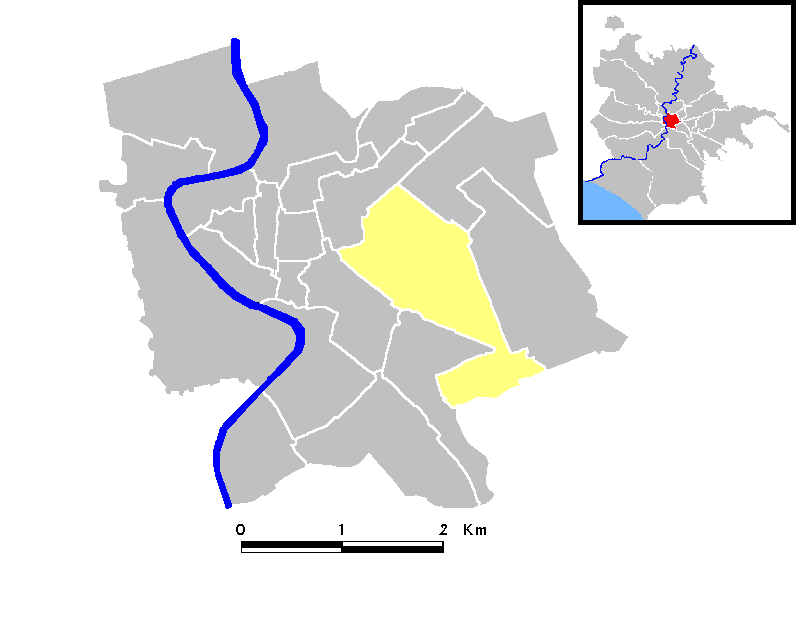
Map of the rione

Logo of the rione

モンティ（Monti）は、ローマの地区。スペイン階段とコロッセオの中間ぐらいにある。ローマに22あるリオーネの1つでかつ、12世紀からある12の旧市街のうちの1地区である。

## 語源
「Monti」はイタリア語で山々という意味である。

## 教会
- サン・カルロ・アッレ・クワトロ・フォンターネ聖堂
- サン・ヴィターレ聖堂
- サンタ・マリア・マッジョーレ大聖堂
- サン・ジョバンニ・イン・ラテラノ大聖堂

## 教育
- グレゴリアン大学